# Nadirah McKenith
Nadirah McKenith est une joueuse de basket-ball américaine, née le 6 septembre 1991 à Newark (New Jersey).

## Biographie

### Carrière universitaire
Dès son année freshman au Red Storm de Saint John, elle s'impose comme une des meilleures meneuses de la Big East et de NCAA. En 2010-2011, elle se classe cinquième de sa conférence aux interceptions et en adresse aux lancers francs et dixième aux passes décisives. En 2011-2012, ses 15 points, 7 passes et 7 rebonds contribuent à la victoire de Saint-John's qui stoppe une série de 99 victoires consécutives à domicile des Huskies du Connecticut. En senior, elle bat le record de passes en carrière de Saint John et de la Big East et du ratio passes sur balles perdues. 

### WNBA
Elle est choisie en 17e choix de la draft 2013 par les Mystics de Washington.
Le 24 juin 2014, elle remplace Lindsey Moore au Lynx du Minnesota.

### Étranger
À l'issue de sa première saison WNBA, elle rejoint le club espagnol de CD Zamarat mais le quitte après huit rencontres sur des marques moyennes de 11,8 points, 4,6 rebonds et 2,4 passes décisives. Elle y a des statistiques de 13,1 points, 4,3 rebonds et 3,5 passes décisives et s'engage pour l'année suivante avec le club polonais du CCC Polkowice.

## Clubs

### NCAA
- 2009-2013 : Red Storm de Saint John

### WNBA
- 2013 : Mystics de Washington
- 2014 : Lynx du Minnesota

## Étranger
- 2013-2014 :  CD Zamarat
- 2014-2015 :  Hapoël Rishon Le Zion
- 2015- :  CCC Polkowice

## Palmarès
- All-Big East First Team 2013[3]